# Gia Nodia
Giorgi (Gia) Nodia (gruz. გიორგი (გია) ნოდია, ros. Георгий (Гия) Нодия, Gieorgij (Gija) Nodija, ur. 4 września 1954 w Rosyjskiej FSRR) – gruziński filozof, politolog, analityk, publicysta i polityk, minister edukacji i nauki Gruzji w 2008.

## Życiorys
W 1976 ukończył studia na Wydziale Filozofii i Psychologii Uniwersytetu w Tbilisi. W 1982 zdobył stopień kandydata nauk filozoficznych.
W latach 1980–2001 pracował w Instytucie Filozofii Gruzińskiej Akademii Nauk, gdzie od 1982 do 1990 pełnił funkcję sekretarza naukowego, a w latach 1990–1995 kierował katedrą filozofii polityki. Od 1994 do 2002 był docentem w Katedrze Socjologii Uniwersytetu w Tbilisi. W 2005 został profesorem Uniwersytetu Państwowego im. Ilii Czawczawadze. Pełnił tam również funkcję dziekana Wydziału Filozofii i Nauk Politycznych.
Był stypendystą Kennan Institute (1991–1992), International Forum on Democracy (1996), Communism and Post-Communism Studies Center, Uniwersytet Berkeley (1997), German College w Berlinie (1998–1999) oraz Wolnego Uniwersytetu w Brukseli (2004).
Od 1992 kieruje Kaukaskim Instytutem na rzecz Pokoju, Demokracji i Rozwoju (ang. Caucasus Institute for Peace, Democracy and Development, CIPDD). W latach 1993–1994 był doradcą prezydenta Gruzji, a w latach 1997–2004 szefem Ośrodka Analitycznego Polityki Zagranicznej przy Ministerstwie Spraw Zagranicznych. Od 2004 do 2005 zasiadał w zarządzie fundacji Open Society Georgia.
Od stycznia do grudnia 2008 pełnił funkcję ministra edukacji i nauki.
Jest autorem szeregu książek i artykułów w zakresie polityki, filozofii i kultury.